# Michel Sordi
Pour les articles homonymes, voir Sordi.
Michel Sordi, né le 9 novembre 1953 à Mulhouse (Haut-Rhin), est un homme politique français.

## Concept
Il est élu député le 16 juin 2002, pour la XIIe législature (2002-2007). Il participe à l'activité des commissions parlementaires.
Il est réélu au premier tour avec 54,3 % des voix le 10 juin 2007 pour la législature (2007 - 2012), dans la circonscription du Haut-Rhin (7e). Il fait partie du groupe UMP.
Il est rapporteur d'un rapport de la commission des affaires économiques en 2016.
Il est membre du groupe d'études sur le problème du Tibet de Assemblée nationale.
Il soutient François Fillon pour la primaire présidentielle des Républicains de 2016.

## Mandats
- 25/06/1995 - en cours : Maire de Cernay (Haut-Rhin)
- 14/03/1983 - 19/03/1989 : Membre du conseil municipal de Cernay (Haut-Rhin)
- 20/03/1989 - 18/06/1995 : Membre du conseil municipal de Cernay (Haut-Rhin)